# Dalanistes
Dalanistes — вимерлий рід ремінгтоноцетидних ранніх китів, відомий з пізнього раннього еоцену (лютет, від 48.6 до 40.4 мільйонів років тому) Катча, Індія, Пенджаб і Белуджистан, Пакистан. Dalanistes тісно споріднений з Remingtonocetus), але також має ряд спільних особливостей з Ambulocetus, а також з його поєднанням наземних і амфібійні адаптації, Dalanistes, очевидно, є проміжною формою між цими двома групами. Ізотопні дані свідчать про те, що Даланіст харчувався морською дієтою.
Даланіс відомий з кількох місцевостей і колекцій. Голотипом є череп і посткраніальний скелет. Додаткові скам'янілості, віднесені до Dalanistes, включають череп, кілька хребців і крижів, можливі каудалі, одну сторону тазу та дистальний відділ стегнової кістки. Альвеоли — це все, що залишилося від зубного ряду, але зубна формула, мабуть, була
3.1.4.3/3.1.4.3.
Хребцеві елементи крижів міцно зрощені і утворюють добре розвинену суглобову поверхню для тазу. Клубова кістка міцна і довга, має велику кульшову западину, подібну до такої у Remingtonocetus. Стегнова кістка мала кулясту головку, медіальний виросток, значно більший за латеральний, і неглибоку надколінну борозну. У сукупності ця морфологія свідчить про наявність добре розвинених задніх кінцівок.
Dalanistes подібний, але на 20% більший, ніж Remingtonocetus; зовнішні носові залози розташовані більш спереду (вище С1); сагітальний гребінь значно вище; рострум нахилений на 20° відносно головної осі мозкової оболонки.
І назва роду, і назва виду утворені від назв місцевих топонімів поблизу типової місцевості: Далана Нала та Басті Ахмед відповідно.